# Dajaos
Dajaos es un barrio ubicado en el municipio de Bayamón en el estado libre asociado de Puerto Rico. En el Censo de 2010 tenía una población de 2831 habitantes y una densidad poblacional de 390,38 personas por km².

## Geografía
Dajaos se encuentra ubicado en las coordenadas 18°18′1″N 66°11′28″O / 18.30028, -66.19111. Según la Oficina del Censo de los Estados Unidos, Dajaos tiene una superficie total de 7.25 km², de la cual 7.19 km² corresponden a tierra firme y (0.82%) 0.06 km² es agua.

## Demografía
Según el censo de 2010, había 2831 personas residiendo en Dajaos. La densidad de población era de 390,38 hab./km². De los 2831 habitantes, Dajaos estaba compuesto por el 76.23% blancos, el 6.29% eran afroamericanos, el 0.53% eran amerindios, el 12.79% eran de otras razas y el 4.17% pertenecían a dos o más razas o mestizos(as). Del total de la población el 99.4% eran hispanos o latinos de cualquier raza.